# Prileški potok
Prileški potok je potok, ki izvira v bližini vasi Prilesje severno od Blagovice, kjer se izliva v reko Radomlja, ta pa se nadalje izliva v Račo in v Kamniško Bistrico. 